# Movistar Open 2010 - Qualificazioni singolare
Le qualificazioni del singolare del Movistar Open 2010 sono state un torneo di tennis preliminare per accedere alla fase finale della manifestazione. I vincitori dell'ultimo turno sono entrati di diritto nel tabellone principale. In caso di ritiro di uno o più giocatori aventi diritto a questi sono subentrati i lucky loser, ossia i giocatori che hanno perso nell'ultimo turno ma che avevano una classifica più alta rispetto agli altri partecipanti che avevano comunque perso nel turno finale.
Le qualificazioni del Movistar Open 2010 prevedevano 32 partecipanti di cui 4 accedevano al tabellone principale.

## Teste di serie
1. Brian Dabul (secondo turno)
2. Flavio Cipolla (secondo turno)
3. Rubén Ramírez Hidalgo (qualificato)
4. David Marrero (qualificato)

1. Júlio Silva (primo turno)
2. Pablo Andújar (secondo turno)
3. Gastón Gaudio (secondo turno)
4. Adrian Ungur (ultimo turno)

## Qualificati
1. Juan Martín Aranguren
2. João Souza

1. Rubén Ramírez Hidalgo
2. David Marrero

## Tabellone

### Legenda
| - Q = Qualificato - WC = Wild card - LL = Lucky loser | - ALT = Alternate - SE = Special Exempt - PR = Protected Ranking | - w/o = Walkover - r = Ritirato - d = Squalificato |

### Sezione 1
|  | Primo turno       | Primo turno       | Primo turno       | Primo turno | Primo turno |  |  | Secondo turno  | Secondo turno  | Secondo turno  | Secondo turno | Secondo turno |   |   | Terzo turno    | Terzo turno    | Terzo turno    | Terzo turno | Terzo turno |  |
|  |                   |                   |                   |             |             |  |  |                |                |                |               |               |   |   |                |                |                |             |             |  |
|  | 1                 | Brian Dabul       | Brian Dabul       | 6           | 6           |  |  |                |                |                |               |               |   |   |                |                |                |             |             |  |
|  |                   | Tomislav Jotovski | Tomislav Jotovski | 0           | 1           |  |  | Brian Dabul    | Brian Dabul    | Brian Dabul    | 1             | 2             |   |   |                |                |                |             |             |  |
|  | Boris Pašanski    | Boris Pašanski    | 1                 | 7           | 6           |  |  | Boris Pašanski | Boris Pašanski | Boris Pašanski | 6             | 6             |   |   |                |                |                |             |             |  |
|  | Ricardo Hocevar   | Ricardo Hocevar   | 6                 | 5           | 3           |  |  |                |                |                |               |               |   |   | Boris Pašanski | Boris Pašanski | Boris Pašanski | 3           | 1           |  |
|  | JM Aranguren      | JM Aranguren      | 7                 | 5           | 6           |  |  |                |                | JM Aranguren   | JM Aranguren  | JM Aranguren  | 6 | 6 |                |                |                |             |             |  |
|  | Federico Delbonis | Federico Delbonis | 63                | 7           | 1           |  |  | JM Aranguren   | JM Aranguren   | 3              | 6             | 6             |   |   |                |                |                |             |             |  |
|  | 7                 | Gastón Gaudio     | Gastón Gaudio     | 6           | 6           |  |  | Gastón Gaudio  | Gastón Gaudio  | 6              | 3             | 1             |   |   |                |                |                |             |             |  |
|  |                   | Matias Sborowitz  | Matias Sborowitz  | 0           | 1           |  |  |                |                |                |               |               |   |   |                |                |                |             |             |  |

### Sezione 2
|  | Primo turno     | Primo turno               | Primo turno               | Primo turno | Primo turno |  |  | Secondo turno  | Secondo turno  | Secondo turno  | Secondo turno | Secondo turno |    |   | Terzo turno | Terzo turno | Terzo turno | Terzo turno | Terzo turno |  |
|  |                 |                           |                           |             |             |  |  |                |                |                |               |               |    |   |             |             |             |             |             |  |
|  | 2               | Flavio Cipolla            | Flavio Cipolla            | 7           | 6           |  |  |                |                |                |               |               |    |   |             |             |             |             |             |  |
|  |                 | Fernando Romboli          | Fernando Romboli          | 5           | 0           |  |  | Flavio Cipolla | Flavio Cipolla | Flavio Cipolla | 6(1)          | 1             |    |   |             |             |             |             |             |  |
|  | João Souza      | João Souza                | 6(1)                      | 6           | 6           |  |  | João Souza     | João Souza     | João Souza     | 7             | 6             |    |   |             |             |             |             |             |  |
|  | Diego Junqueira | Diego Junqueira           | 7                         | 3           | 4           |  |  |                |                |                |               |               |    |   | João Souza  | João Souza  | João Souza  | 7           | 7           |  |
|  | Adrián García   | Adrián García             | Adrián García             | 7           | 6           |  |  |                |                | Adrián García  | Adrián García | Adrián García | 62 | 5 |             |             |             |             |             |  |
|  | Carlos Berlocq  | Carlos Berlocq            | Carlos Berlocq            | 5           | 2           |  |  | Adrián García  | Adrián García  | 6              | 2             | 6             |    |   |             |             |             |             |             |  |
|  | 6               | Pablo Andújar             | Pablo Andújar             | 6           | 7           |  |  | Pablo Andújar  | Pablo Andújar  | 4              | 6             | 3             |    |   |             |             |             |             |             |  |
|  |                 | Guillermo Rivera-Aranguiz | Guillermo Rivera-Aranguiz | 1           | 64          |  |  |                |                |                |               |               |    |   |             |             |             |             |             |  |

### Sezione 3
|  | Primo turno      | Primo turno       | Primo turno       | Primo turno | Primo turno |  |  | Secondo turno     | Secondo turno     | Secondo turno     | Secondo turno | Secondo turno |   |   | Terzo turno       | Terzo turno       | Terzo turno       | Terzo turno | Terzo turno |  |
|  |                  |                   |                   |             |             |  |  |                   |                   |                   |               |               |   |   |                   |                   |                   |             |             |  |
|  | 3                | R Ramírez Hidalgo | R Ramírez Hidalgo | 6           | 6           |  |  |                   |                   |                   |               |               |   |   |                   |                   |                   |             |             |  |
|  |                  | Rodrigo Pérez     | Rodrigo Pérez     | 4           | 0           |  |  | R Ramírez Hidalgo | R Ramírez Hidalgo | R Ramírez Hidalgo | 6             | 6             |   |   |                   |                   |                   |             |             |  |
|  | Facundo Bagnis   | Facundo Bagnis    | 4                 | 6           | 6           |  |  | Facundo Bagnis    | Facundo Bagnis    | Facundo Bagnis    | 2             | 3             |   |   |                   |                   |                   |             |             |  |
|  | Caio Zampieri    | Caio Zampieri     | 6                 | 1           | 4           |  |  |                   |                   |                   |               |               |   |   | R Ramírez Hidalgo | R Ramírez Hidalgo | R Ramírez Hidalgo | 6           | 6           |  |
|  | Nicolas Devilder | Nicolas Devilder  | Nicolas Devilder  | 6           | 6           |  |  |                   |                   | Adrian Ungur      | Adrian Ungur  | Adrian Ungur  | 2 | 2 |                   |                   |                   |             |             |  |
|  | Alex Theiler     | Alex Theiler      | Alex Theiler      | 1           | 3           |  |  | Nicolas Devilder  | Nicolas Devilder  | Nicolas Devilder  | 4             | 1             |   |   |                   |                   |                   |             |             |  |
|  | 8                | Adrian Ungur      | 4                 | 6           | 6           |  |  | Adrian Ungur      | Adrian Ungur      | Adrian Ungur      | 6             | 6             |   |   |                   |                   |                   |             |             |  |
|  |                  | G Hormazábal      | 6                 | 1           | 2           |  |  |                   |                   |                   |               |               |   |   |                   |                   |                   |             |             |  |

### Sezione 4
|  | Primo turno            | Primo turno            | Primo turno           | Primo turno | Primo turno |  |  | Secondo turno          | Secondo turno          | Secondo turno          | Secondo turno | Secondo turno |   |   | Terzo turno   | Terzo turno   | Terzo turno | Terzo turno | Terzo turno |  |
|  |                        |                        |                       |             |             |  |  |                        |                        |                        |               |               |   |   |               |               |             |             |             |  |
|  | 4                      | David Marrero          | David Marrero         | 6           | 6           |  |  |                        |                        |                        |               |               |   |   |               |               |             |             |             |  |
|  |                        | Gonzalo Urruticoechea  | Gonzalo Urruticoechea | 0           | 1           |  |  | David Marrero          | David Marrero          | David Marrero          | 6             | 7             |   |   |               |               |             |             |             |  |
|  | Filippo Volandri       | Filippo Volandri       | Filippo Volandri      | 6           | 6           |  |  | Filippo Volandri       | Filippo Volandri       | Filippo Volandri       | 4             | 5             |   |   |               |               |             |             |             |  |
|  | Víctor Núñez           | Víctor Núñez           | Víctor Núñez          | 3           | 1           |  |  |                        |                        |                        |               |               |   |   | David Marrero | David Marrero | 63          | 7           | 6           |  |
|  | Rogério Dutra da Silva | Rogério Dutra da Silva | 4                     | 6           | 6           |  |  |                        |                        | Guido Pella            | Guido Pella   | 7             | 5 | 2 |               |               |             |             |             |  |
|  | Marcel Felder          | Marcel Felder          | 6                     | 3           | 2           |  |  | Rogério Dutra da Silva | Rogério Dutra da Silva | Rogério Dutra da Silva | 5             | 4             |   |   |               |               |             |             |             |  |
|  |                        | Guido Pella            | 3                     | 7           | 6           |  |  | Guido Pella            | Guido Pella            | Guido Pella            | 7             | 6             |   |   |               |               |             |             |             |  |
|  | 5                      | Júlio Silva            | 6                     | 65          | 4           |  |  |                        |                        |                        |               |               |   |   |               |               |             |             |             |  |